# Stazione di Iwakuni
La stazione di Iwakuni (岩国?, Iwakuni-eki) è una stazione ferroviaria situata nella città di Iwakuni, nella prefettura di Yamaguchi in Giappone. Si trova lungo la linea principale Sanyō della JR West.

## Linee e servizi
JR West
■ Linea principale Sanyō
■ Linea Gantoku
Ferrovia Nishikigawa
■ Linea Nishikigawa Seiryū (servizio ferroviario)

## Caratteristiche
La stazione è dotata di tre marciapiedi a isola con sei binari in superficie collegati da sovrappassaggio. La stazione supporta la bigliettazione elettronica ICOCA ed è dotata di biglietteria, aperta dalle 6:00 alle 21:00.
| 0     | ■ Linea Nishikigawa Seiryū | per Seiryū Shin-Iwakuni e Nishikichō |
| 1     | ■ Linea Gantoku            | per Kuga e Suō-Takamori              |
| 3-4-6 | ■ Linea principale Sanyō   | per Miyajimaguchi e Hiroshima        |
| 6-7   | ■ Linea principale Sanyō   | per Yanai e Tokuyama                 |

## Stazioni adiacenti
| «                      | Servizio               | »                      |
| Linea principale Sanyō | Linea principale Sanyō | Linea principale Sanyō |
| ---------------------- | ---------------------- | ---------------------- |
| Waki                   | Locale                 | Minami-Iwakuni         |
| Ōtake←                 | Rapido                 | ← Minami-Iwakuni       |